# Aleksandr Mihajlovič Ljapunov
Aleksandr Mihajlovič Ljapunov (Jaroslavlj, 6. lipnja 1857. – Odesa, 3. studenog 1918.), ruski matematičar i fizičar. U svojim djelima obrađivao je probleme diferencijalnih jednadžbi, hidrostatike i hidrodinamike (mehanika fluida) i računa vjerojatnosti. Razvio je teoriju stabilnosti stanja ravnoteže i gibanja mehaničkih sustava, koji su definirani određenim brojem čimbenika (parametara). Istraživao je i oblike tekućina pri vrtnji (rotaciji) i dinamičkoj ravnoteži i stabilnost takvih oblika, te dao teorijska rješenja u matematičkoj fizici (Ljapunovljeve metode). Njegova sabrana djela objavljena su u Moskvi u 5 knjiga (1954. – 1965.).